# Aristide (nome)
Aristide  è un nome proprio di persona italiano maschile.

## Varianti
- Femminili: Aristidina

### Varianti in altre lingue
- Basco: Aristides
- Catalano: Aristides
- Ceco: Aristid
- Esperanto: Aristido
- Francese: Aristide[2][3]
- Greco antico: Ἀριστείδης (Aristeides)[2]
- Greco moderno: Αριστείδης (Aristeidīs)
  - Ipocoristici: Άρης (Arīs)
- Latino: Aristides[1][2]
- Polacco: Arystydes
- Portoghese: Aristides[2]
- Russo: Аристид (Aristid)
- Spagnolo: Arístides, Aristides[2]
- Ucraino: Аристид (Aristid)
- Ungherese: Arisztid[2], Ariszteidész

## Origine e diffusione

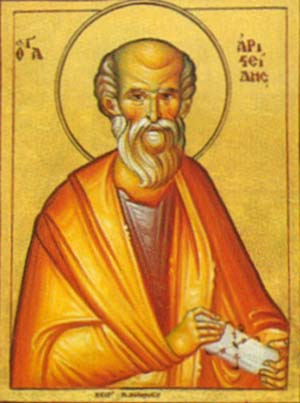
Aristide Marciano

Deriva dal greco antico Ἀριστείδης (Aristèides), composto da ἄριστος (àristos, "ottimo", "il migliore") e εἶδος (èidos, "tipo"), quindi vuol dire "del tipo migliore". Il primo elemento del nome si ritrova anche in Aristeo, Aristogitone, Aristocle, Aristofane e Aristotele. Parallelamente, è anche un patronimico, con il significato di "pertinente ad Aristo". 
È stato portato da Aristide, un celebre generale ateniese, ma la sua diffusione in ambiti cristiani sia orientali che occidentali è dovuta ad un santo del II secolo, Aristide Marciano.

## Onomastico
L'onomastico viene festeggiato il 31 agosto in ricordo di sant'Aristide Marciano, Padre apologeta di Atene.

## Persone

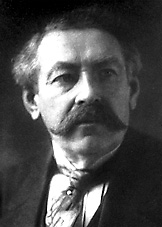
Aristide Briand

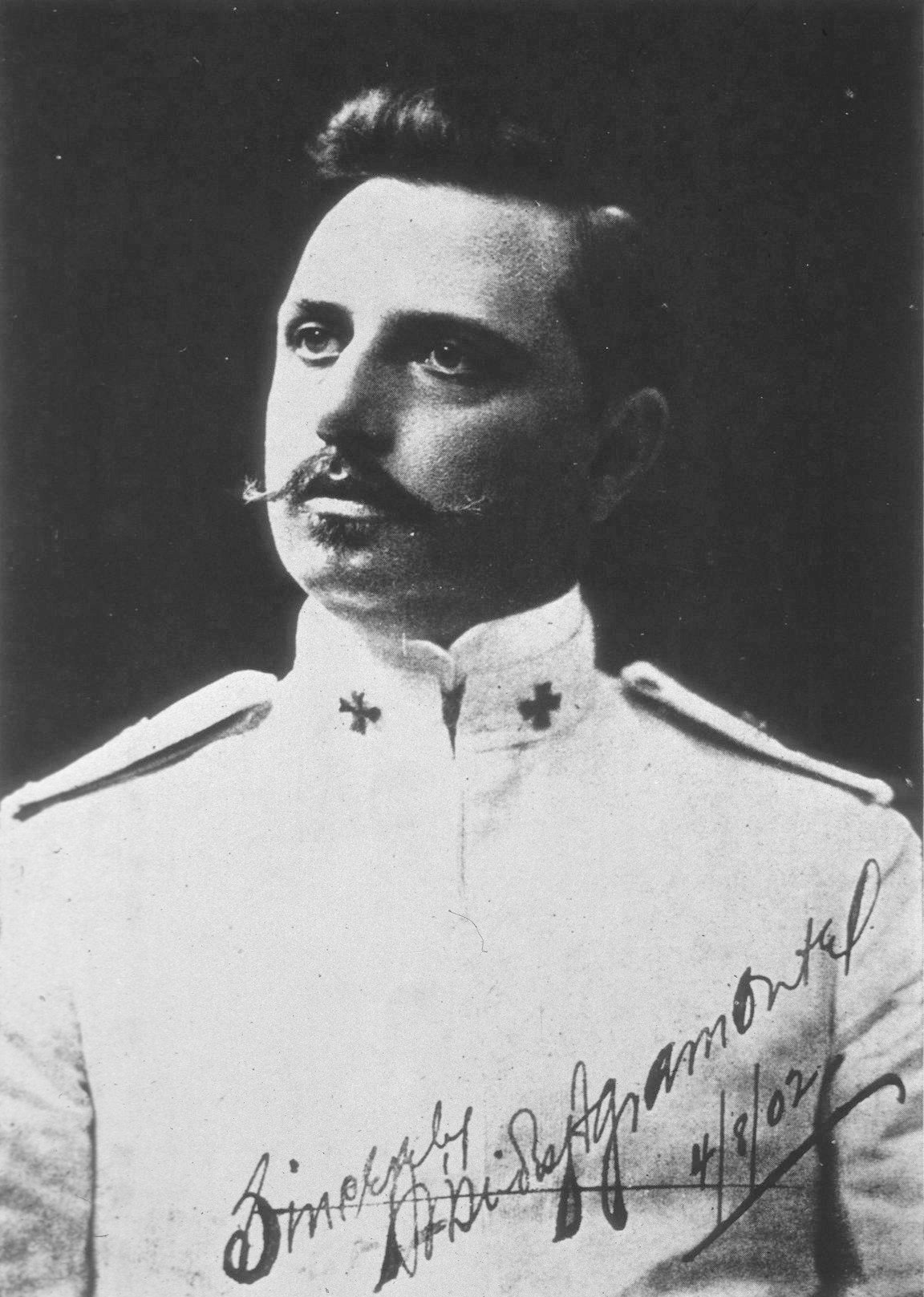
Aristides Agramonte

- Aristide, detto "il giusto", politico e militare ateniese
- Publio Elio Aristide, scrittore e retore greco antico
- Aristide Marciano, filosofo e santo greco antico
- Aristide di Mileto, scrittore greco antico
- Aristide di Tebe il vecchio, pittore e scultore greco antico
- Aristide Baghetti, attore italiano
- Aristide Bancé, calciatore ivoriano naturalizzato burkinabè
- Aristide Briand, politico e diplomatico francese
- Aristide Bruant, cantautore e cabarettista francese
- Aristide Cavaillé-Coll, organaro francese
- Aristide Coscia, calciatore e allenatore di calcio italiano
- Aristide Aubert du Petit-Thouars, esploratore e militare francese
- Aristide Faccioli, ingegnere italiano
- Aristide Gabelli, pedagogista italiano
- Aristide Guarneri, calciatore e allenatore di calcio italiano
- Aristide Merloni, imprenditore italiano
- Aristide Rossi, calciatore italiano

### Variante Aristides
- Aristides Agramonte, medico e batteriologo cubano naturalizzato statunitense
- Aristides de Sousa Mendes, diplomatico portoghese
- Aristides Josuel dos Santos, cestista brasiliano
- Aristides Pereira, politico capoverdiano

### Variante Arístides
- Arístides Faure, schermidore cubano
- Arístides Masi, calciatore paraguaiano
- Arístides Rojas, calciatore paraguaiano

## Il nome nelle arti
- Aristide è un personaggio della serie Pokémon.
- Il Commendator Aristide Paoloni è uno dei principali personaggi del film del 1955 Il coraggio.
- Aristide è un personaggio di rilievo (nel suo genere) della commedia sexy all'italiana del 1981 Cornetti alla crema.
- Aristide è il nome dell'angelo interpretato da Valentino Picone nel film Santocielo.
- Aristide è un bambino nel film d'animazione del 1996 La Freccia Azzurra, diretto da Enzo D'Alò.